# 趙若和
趙若和，南宋末年皇族。

## 趙家堡族譜
據福建省漳浦縣趙家堡族譜《趙氏本末序》及相關書籍記述，宋太祖趙匡胤之弟趙廷美第七代孫趙彥卿（八世）是北宋末年的學士，在靖康之難後遷移福建，其子趙寤夫（九世。一作「趙賽夫」）任武節郎，其孫趙時晞（十世）封宜亭侯，生次子趙若和（十一世）。
趙若和出生於嘉熙丁酉年（1237年）二月廿七日，幼年時由宋理宗選入宮中，作為皇儲。宋度宗繼位後，退而就藩，為閩中郡王（一作「閩沖郡王」），居福州。宋端宗二年（1277年），元兵進犯福建，趙若和跟随衛王趙昺播遷于廣東新會之崖山，並在當地迎娶斗洞太師伍隆起次女伍玉蕊為妻。祥興二年（1279年）崖山海戰，宋亡。趙若和與許達甫、黃材等人以十六船奪港而出，在廈門浯嶼一带遇上颱風，漂流到漳浦縣浦西（今龍海市南太武山下銀坑），為逃避元兵追拿，改名黃天柱，在當地擇地建樓，終世隱居。元至順壬申年（1332年）正月十日去世，享年96歲，葬于洋浦湖西東林安德橋。
趙家堡族譜：魏王光美生德文，德文生承選，承選生克艱，克艱生叔軺，叔軺生修之，修之生公明，公明生彥卿，彥卿生寤夫，寤夫生時晞，時晞生若和。
明朝洪武十八年（1385年），御史朱鑒處理趙若和孫子黃明官同姓通婚案，查閱族譜後，奏報朝廷，恢復趙姓。
隆慶五年（1571年），趙若和第十世孫趙範任浙東按察司兵備道副使，衣錦還鄉後於萬曆二十八年（1600年）重新擴建趙家堡。
萬曆四十八年（1620年），趙範之子趙公瑞，考察開封、杭州宋代兩京建築布局，擴建外城，增加不少仿宋建築和懷宋題刻。

## 家庭
妻妾
- 伍玉蕊
- 陳氏

子女
- 黃天福
- 黃天祿
- 黃天祐
- 黃天爵
- 黃天壽

## 宋史
《宋史·宗室世系》記載與趙家堡族譜名字略有不同，時晞之後無記載。
《宋史》卷235：魏王廷美生潁川郡王德彝，德彝生廣平侯承矩，承矩生光國公克廣，克廣生建國公叔亞，叔亞生清源侯導之，導之生承議郎公揆，公揆生彥游，彥游生韞夫，韞夫生時濟，時濟生若和，若和生二子：嗣炳、嗣炤。
《宋史》卷241：魏王廷美生申王德文，德文生博陵郡王承選，承選生奉化郡公克艱，克艱生武翼郎叔輑，叔輑生承信郎修之，修之生公明，公明生彥𤥗，彥𤥗生寤夫，寤夫生時晞。